# Lista specjalnych odcinków WWE SmackDown
Jest to lista specjalnych odcinków WWE SmackDown, które jest programem telewizyjnym o tematyce wrestlingowej nadawanym na Fox i produkowanym przez federację WWE. Przez całą historię istnienia SmackDownu show emitowano z różnymi odcinkami tematycznymi. Przykładowo mogą one być ku czci profesjonalnych wrestlerów, którzy ostatnio umarli lub zakończyli kariery, a także niektóre są poświęcone obchodzeniu rocznic czy upamiętnianiu ważnych wydarzeń.

## Lista
| Odcinek                                                                                           | Data                      | Rating | Notka |
| ------------------------------------------------------------------------------------------------- | ------------------------- | ------ | --- |
| SmackDown! (Pilotażowy odcinek)                                                                   | 29 kwietnia 1999(dts)     | 3.10   | Pilotażowy odcinek SmackDown!. |
| SmackDown! (Special)                                                                              | 26 sierpnia 1999(dts)     | 4.2    | Debiut cotygodniowego show. |
| SmackDown! Extreme                                                                                | 1 lutego 2001(dts)        | 4.0    | Pierwszy odcinek SmackDown! na żywo. |
| 9/11 Tribute                                                                                      | 13 września 2001(dts)     | 3.6    | Upamiętnienie wydarzeń z 11 września 2001. |
| Christmas from Baghdad                                                                            | 25 grudnia 2003(dts)      | 3.0    | Gala poświęcona żołnierzom United States Armed Forces. |
| SmackDown! 5th Anniversary Special                                                                | 23 września 2004(dts)     | 3.2    | 5 rocznica SmackDown! |
| Christmas in Iraq                                                                                 | 23 grudnia 2004(dts)      | 2.9    | Gala poświęcona żołnierzom United States Armed Forces. |
| SmackDown! Night of Champions                                                                     | 30 grudnia 2004(dts)      | 3.9    | Gala z walkami o wszystkie tytuły należące do brandu SmackDown!. |
| Final Thursday Night SmackDown! 2005                                                              | 1 września 2005(dts)      | 2.4    | Finałowy odcinek SmackDown! nadawany w czwartkowe noce. |
| Friday Night SmackDown!                                                                           | 9 września 2005(dts)      | 1.9    | Pierwszy odcinek SmackDown! nadany w piątek. |
| Eddie Guerrero Tribute Show                                                                       | 18 listopada 2005(dts)    | 3.3    | Hołd pamięci zmarłego Eddiego Guerrero. |
| Best of SmackDown! 2005                                                                           | 23 grudnia 2005(dts)      | 2.8    | Przedstawiono klipy najlepszych momentów ze SmackDown! z 2005. |
| Best of SmackDown! 2006                                                                           | 29 grudnia 2006(dts)      | 2.6    | Przedstawiono klipy najlepszych momentów ze SmackDown! z 2006. |
| SmackDown! 400th episode                                                                          | 20 kwietnia 2007(dts)     | 2.5    | Jubileusz 400. odcinka tygodniówki. |
| WWE Best of 2007                                                                                  | 28 grudnia 2007(dts)      | 2.5    | Przedstawiono klipy najlepszych momentów z 2007. |
| SmackDown All-Star Kick-Off                                                                       | 3 października 2008(dts)  | 2.9    | Na gali odbyły się walki Champion vs. Champion. Premiera na MyNetworkTV. |
| SmackDown 500th episode                                                                           | 20 marca 2009(dts)        | 2.7    | Jubileusz 500. odcinka tygodniówki. Na gali pojawili się członkowie wszystkich trzech brandów. |
| Decade of SmackDown                                                                               | 2 października 2009(dts)  | 3.77   | Jubileusz 10-lecia SmackDownu. Na gali pojawili się członkowie wszystkich trzech brandów. |
| Monday Night SmackDown                                                                            | 19 kwietnia 2010(dts)     | 3.1    | Z powodu erupcji wulkanu Eyjafjallajökull w Europie, większa część rosteru Raw pozostała w Belfast w trakcie Europejskiego touru. W rezultacie, brand SmackDown na jedną noc przejął Raw. Will Forte, Kristen Wiig i Ryan Phillippe z MacGruber byli gośćmi specjalnymi. Nadano specjalnie na USA Network. |
| SmackDown Live Syfy Premiere                                                                      | 1 października 2010(dts)  | 1.7    | Premiera na Syfy. Na gali pojawili się również członkowie brandu Raw. |
| Christmas on USA                                                                                  | 21 grudnia 2010(dts)      | 2.5    | Specjalny świąteczny odcinek nadawany na żywo w czwartkową noc na USA Network. |
| SmackDown 600th episode                                                                           | 18 lutego 2011(dts)       | 2.1    | Jubileusz 600. odcinka tygodniówki. Na gali pojawili się również członkowie brandu Raw. |
| SmackDown Milestone                                                                               | 14 października 2011(dts) | 2.2    | Specjalny odcinek z powodu zajęcia przez SmackDown drugiego miejsca na liście najdłużej emitowanych cotygodniowych programów telewizyjnych w historii amerykańskiej telewizji. |
| SuperSmackDown LIVE! Christmas Special                                                            | 29 listopada 2011(dts)    | 3.7    | Świąteczny odcinek prowadzony przez Micka Foleya. |
| Sin City SmackDown                                                                                | 20 stycznia 2012(dts)     | 3.7    | Specjalny odcinek emitowany z Las Vegas, Nevady. Stypulacje były wybierane poprzez kręcenie kołem, podobnie do Raw Roulette. |
| SuperSmackDown LIVE: Blast from the Past                                                          | 10 kwietnia 2012(dts)     | 1.5    | Odcinek nadawany na żywo, na którym pojawiły się Legendy i WWE Hall of Famerzy |
| SuperSmackDown LIVE: The Great American Bash                                                      | 3 lipca 2012(dts)         | 1.7    | Odcinek nadawany na żywo z okazji Dzia Niepodległości. Na gali odbył się The Great American Bash 20-Man Battle Royal. |
| Friday Night ZackDown                                                                             | 13 lipca 2012(dts)        | 2.50   | Specjalna edycja tygodniówki, na której zwycięzca zeszłotygodniowego The Great American Bash 20-Man Battle Royal Zack Ryder prowadził SmackDown jako generalny menadżer na jedną noc. |
| SmackDown 700th Episode LIVE!                                                                     | 18 stycznia 2013(dts)     | 2.88   | Jubileusz 700. odcinka tygodniówki. |
| Social Media SmackDown                                                                            | 1 marca 2013(dts)         | 2.82   | Specjalny odcinek SmackDown zawierający reakcje różnych gwiazd i członków WWE Universe na Tout, Twitterze i Facebooku. |
| SmackDown Thanksgiving                                                                            | 29 listopada 2013(dts)    | 2.64   | Specjalny odcinek z motywem Świętem Dziękczynienia. |
| SmackDown 15                                                                                      | 10 października 2014(dts) | 2.67   | Jubileusz 15-lecia SmackDownu. |
| Smackdown Halloween Special                                                                       | 31 października 2014(dts) | 2.21   | Halloweenowy odcinek SmackDown. |
| Super SmackDown Live: SmackDown’s 800th Episode                                                   | 16 grudnia 2014(dts)      | 2.03   | Specjalny odcinek nadawany na żywo na USA Network, świętujący 800. odcinek SmackDownu. |
| Final Friday Night SmackDown 2015                                                                 | 9 stycznia 2015(dts)      | 2.43   | Finałowy odcinek SmackDown nadawany w piątkowe noce. |
| Thursday Night SmackDown 2015                                                                     | 15 stycznia 2015(dts)     | 2.68   | Powrót na czwartkowe noce. |
| SmackDown Live!                                                                                   | 29 stycznia 2015(dts)     | 2.95   | Przez burzę śnieżną i zakaz podróży samochodami przez Connecticut, WWE zostało zmuszone do anulowania nagrań SmackDown w Bostonie i SmackDown dzień później w XL Center, przez co SmackDown było nadawane na żywo trzy dni później. Raw oferowało podsumowania Royal Rumble i pokazano na nim dwie walki. Walką wieczoru był Casket match pomiędzy Danielem Bryanem i Kanem. |
| Smackdown Halloween Special                                                                       | 29 października 2015(dts) | 2.1    | Specjalne Halloweenowe SmackDown |
| SmackDown Thanksgiving                                                                            | 26 listopada 2015(dts)    | 1.3    | Specjalne SmackDown z tematyką Święta Dziękczynienia. |
| SuperSmackDown LIVE! Christmas Special                                                            | 22 grudnia 2015(dts)      | 1.53   | Świąteczne SmackDown, które było nadawane na USA Network. |
| Final SmackDown on SyFy                                                                           | 31 grudnia 2015(dts)      | 2.8    | Ostatni (Sylwestrowy) odcinek SmackDown na SyFy. |
| SmackDown USA Network Debut                                                                       | 7 stycznia 2016(dts)      | 2.75   | Pierwszy odcinek SmackDown na USA Network. |
| Final Thursday Night SmackDown 2016                                                               | 14 lipca 2016(dts)        | 2.06   | Ostatni odcinek SmackDown nadawany w czwartkowe noce. |
| 2016 WWE Draft and SmackDown Live Premiere                                                        | 19 lipca 2016(dts)        | 3.17   | Premiera SmackDown zwanego SmackDown Live oraz draft w którym zawodnicy byli przenoszeni pomiędzy Raw i SmackDown. |
| SmackDown Lives 900th Episode                                                                     | 15 listopada 2016(dts)    | 2.75   | Jubileusz 900. odcinka SmackDownu. |
| SmackDown Lives Wild Card Finals                                                                  | 15 listopada 2016(dts)    | 2.75   | Uroczysty ostatni odcinek SmackDownu w 2016. Odcinek na którym odbyły się trzy walki o tytuły. |
| 2017 Superstar Shake-up                                                                           | 11 kwietnia 2017(dts)     | 3.10   | Nietradycyjny draft, w którym zawodnicy byli przenoszeni pomiędzy Raw i SmackDown. |
| Sin City SmackDown Live                                                                           | 12 września 2017(dts)     | 2.7    | Specjalny odcinek SmackDown Live emitowany w Las Vegas. Odcinek na którym odbyły się trzy walki o tytuły. |
| Monday Night Raw invades SmackDown Live                                                           | 14 listopada 2017(dts)    | 2.60   | Specjalny odcinek SmackDown Live w którym roster z Monday Night Raw, zaatakowało SmackDown |
| SmackDown Halloween Special                                                                       | 31 października 2017(dts) | 2.12   | Odcinek tygodniówki SmackDown z motywami Halloween. |
| SmackDown Live Christmas                                                                          | 26 grudnia 2017(dts)      | 2.6    | Odcinek tygodniówki SmackDown z motywami świątecznymi. |
| SmackDown Live New Years Day                                                                      | 2 stycznia 2018(dts)      | 2.7    | Odcinek tygodniówki SmackDown w nowy rok. |
| 2018 Superstar Shake-up                                                                           | 17 kwietnia 2018(dts)     | 2.7    | Nietradycyjny draft w którym zawodnicy byli przenoszeni pomiędzy Raw i SmackDown. |
| SmackDown 1000                                                                                    | 16 października 2018(dts) | 2.5    | Jubileuszowy 1 000. odcinek SmackDown. |
| Christmas Day SmackDown                                                                           | 24 grudnia 2018(dts)      | 1.9    | Odcinek tygodniówki SmackDown wyemitowany w Boże Narodzenie. |
| New Year’s SmackDown                                                                              | 1 stycznia 2019(dts)      | 2.091  | Odcinek tygodniówki SmackDown wyemitowany w Nowy Rok. |
| 2019 Superstar Shake-up                                                                           | 16 kwietnia 2019(dts)     | 2.219  | Nietradycyjny draft w którym zawodnicy byli przenoszeni pomiędzy Raw i SmackDown. |
| Return to Madison Square Garden                                                                   | 10 września 2019(dts)     | 2.061  | Drugie show WWE w telewizji w Madison Square Garden od 10 lat. |
| Final SmackDown on USA Network                                                                    | 24 września 2019(dts)     | 2.099  | Ostatni odcinek SmackDown nadawany we wtorkowe noce oraz na USA Network. |
| SmackDowns Greatest Hits                                                                          | 27 września 2019(dts)     | 1.39   | Clip show pokazujący najważniejsze momenty w 20 letniej historii SmackDown |
| SmackDowns 20th Anniversary                                                                       | 4 października 2019(dts)  | 3.869  | Pierwszy odcinek na Fox, powrót do nadawania w piątkowe noce oraz zmiana nazwy na Friday Night SmackDown |
| 2019 WWE Draft                                                                                    | 11 października 2019(dts) | 2.898  | Pierwsza noc draftu w którym zawodnicy byli przenoszeni pomiędzy Raw i SmackDown. |
| NXT invades SmackDown                                                                             | 1 listopada 2019(dts)     | 2.854  | Z powodu opóźnień powrótu z Crown Jewel w Arabii Saudyjskiej, większa część rosteru SmackDown pozostała na miejscu skłaniając do szerokiego skupienia na roster kobiet brandu, oraz inwazja NXT na SmackDown. |
| John Cena Appreciation Night                                                                      | 28 lutego 2020(dts)       | 2.716  | Specjalny odcinek pokazujący najważniejsze momenty z kariery Johna Ceny. |
| Undertaker tribute episode                                                                        | 26 czerwca 2020(dts)      | 2.173  | Specjalny odcinek poświęcony karierze The Undertakera. |
| 2020 WWE Draft                                                                                    | 9 października 2020(dts)  | 2.086  | Pierwsza noc draftu, w którym zawodnicy byli przenoszeni pomiędzy Raw i SmackDown. |
| Friday Night SmackDown Season 2 Premiere                                                          | 9 października 2020(dts)  | 2.086  | Specjalny odcinek z okazji roku SmackDownu na Foksie. |
| Christmas Day SmackDown 2020                                                                      | 25 grudnia 2020(dts)      | 3.336  | Świąteczna edycja Friday Night SmackDown. |
| New Year’s SmackDown 2021                                                                         | 1 stycznia 2021(dts)      | 1.915  | Noworoczna edycja Friday Night SmackDown. |
| WrestleMania SmackDown                                                                            | 9 kwietnia 2021(dts)      | 2.080  | Specjalny odcinek przed WrestleManią 37 na którym odbył się André the Giant Memorial Battle Royal oraz walka o SmackDown Tag Team Championship. |
| Throwback SmackDown                                                                               | 7 maja 2021(dts)          | 2.157  | Tematyczny odcinek zaprojektowany jako część promocji z rundą powrotną Goodyear 400 w sportach motorowych we Florencji (Karolina Południowa), która została wyemitowana w sieci. |
| Return to touring broadcasts                                                                      | 16 lipca 2021(dts)        | 2.185  | Pierwsze SmackDown nadawane na żywo z fanami od 6 marca 2020. |
| SmackDown at Rolling Loud 2021                                                                    | 23 lipca 2021(dts)        | 2.007  | Dwie walki były nadawane podczas festiwalu Rolling Loud. |
| Super SmackDown: Return to Madison Square Garden                                                  | 10 września 2021(dts)     | 2.217  | Specjalny odcinek SmackDown nadawany w Madison Square Garden. |
| 2021 WWE Draft Night 1                                                                            | 1 października 2021(dts)  | 2.12   | Pierwsza noc draftu w którym zawodnicy byli przenoszeni pomiędzy Raw i SmackDown. |
| 2021 season premiere                                                                              | 8 października 2021(dts)  | 2.034  | Odcinek, na którym pokazano pierwsze walki turnieju King of the Ring 2021 i Queen of the Ring 2021. |
| Supersized SmackDown                                                                              | 15 października 2021(dts) | 0.866  | Specjalny dwu i pół godzinny odcinek SmackDown. |
| Thanksgiving SmackDown                                                                            | 26 listopada 2021(dts)    | 2.141  | Specjalny odcinek SmackDown na Święto Dziękczynienia. |
| Christmas Eve SmackDown 2021                                                                      | 24 grudnia 2021(dts)      | 1.971  | Specjalny odcinek SmackDown z motywami świątecznymi. Nagrany po odcinku z 17 grudnia. Odbył się „12 Days of Christmas Gauntlet match” aby wyłonić pretendenta do WWE Intercontinental Championship. |
| Best of 2021                                                                                      | 31 grudnia 2021(dts)      | 0.37   | Odcinek z rocznym przeglądem, który był emitowany na FS1. |
| Brock Lesnar’s 20th Anniversary                                                                   | 18 marca 2022(dts)        | 2.043  | Odcinek nadawany w 20 lecie debiutu Brocka Lesnara w WWE. |
| WrestleMania SmackDown                                                                            | 1 kwietnia 2022(dts)      | 2.229  | Specjalny odcinek przed WrestleManią 38 na którym odbył się André the Giant Memorial Battle Royal oraz walka o WWE Intercontinental Championship. |
| SmackDown 1200                                                                                    | 19 sierpnia 2022(dts)     | 2.084  | Jubileuszowy 1 200. odcinek SmackDown. |
| Friday Night Raw                                                                                  | 30 września 2022(dts)     | 2.207  | Ze względu na huragan Ian, który nawiedził Florydę, gdzie mieszka większość wrestlerów SmackDown, niektórzy z wrestlerów z brandu Raw pojawili się na odcinku. |
| SmackDown 2022–2023 season premiere                                                               | 7 października 2022(dts)  | 2.243  | Premiera sezonu 2022–23 SmackDown. |
| SmackDown Merry Christmas                                                                         | 23 grudnia 2022(dts)      | 2.376  | Specjalny odcinek SmackDown z motywami świątecznymi. Nagrany po odcinku z 16 grudnia. Na tym odcinku odbyło się: - Miracle on 34th Street Fight: Braun Strowman i Ricochet vs. Imperium (Ludwig Kaiser i Giovanni Vinci), - Walka o Undisputed WWE Tag Team Championship: The Usos (c) vs. Hit Row (Ashante „Thee” Adonis i Top Dolla), - Gauntlet match o miano pretendentki: Liv Morgan vs. Raquel Rodriguez vs. Emma vs. Tegan Nox vs. Xia Li vs. Sonya Deville, - Promo Braya Wyatta, atakujący kamerzystę, - Promo The Bloodline, omawiając tag team match z Johnem Ceną i Kevinem Owensem, który ma się odbyć w następnym tygodniu. |
| New Year’s SmackDown                                                                              | 30 grudnia 2022(dts)      | 2.629  | Ostatni odcinek SmackDown w 2022 roku. Na tym odcinku odbyły się walki: - John Cena i Kevin Owens vs. Roman Reigns i Sami Zayn w pierwszej walce Ceny od sierpnia 2021, - Ronda Rousey (c) vs. Raquel Rodriguez o SmackDown Women’s Championship, - Solo Sikoa vs. Sheamus. |
| Elimination Chamber SmackDown                                                                     | 17 lutego 2023            | 2.383  | Specjalny odcinek SmackDown rozgrywający się dzień przed galą Elimination Chamber 2023 w Montrealu w prowincji Quebec w Kanadzie. |
| WrestleMania 39 SmackDown                                                                         | 31 marca 2023(dts)        | 2.373  | Specjalny odcinek przed WrestleManią 39 na którym odbył się André the Giant Memorial Battle Royal. |
| 2023 WWE Draft Night 1                                                                            | 28 kwietnia 2023(dts)     | 2.473  | Pierwsza noc draftu w którym zawodnicy byli przenoszeni pomiędzy Raw i SmackDown. |
| Backlash SmackDown                                                                                | 5 maja 2023               | 2.059  | Specjalny odcinek SmackDown rozgrywający się dzień przed galą Backlash 2023 w San Juan w Portoryko. |
| Money in the Bank SmackDown                                                                       | 30 czerwca 2023           | 2.510  | Specjalny odcinek SmackDown rozgrywający się dzień przed galą Money in the Bank 2023 w Londynie. |
| Edge 25th Anniversary Celebration                                                                 | 18 sierpnia 2023(dts)     | 2.094  | Odcinek nadawany w 25 lecie debiutu Edge’a w WWE. Edge pojawił się podczas odcinka. |
| Terry Funk and Bray Wyatt tribute show                                                            | 25 sierpnia 2023(dts)     | 2.647  | Odcinek w hołdzie Terry’emu Funkowi, który zmarł 23 sierpnia 2023 roku i Brayowi Wyattowi, który zmarł poprzedniej nocy. |
| SmackDown 2023–2024 season premiere                                                               | 13 października 2023(dts) | 2.417  | Premiera sezonu 2023–24 SmackDown. |
| Survivor Series SmackDown                                                                         | 24 listopada 2023         | 0.789  | Specjalny odcinek SmackDown rozgrywający się dzień przed galą Survivor Series: WarGames 2023 w Rosemont w stanie Illinois. |
| SmackDown Tribute to the Troops                                                                   | 8 grudnia 2023(dts)       | 2.384  | Specjalny odcinek SmackDown, w którym biorą udział członkowie Sił Zbrojnych Stanów Zjednoczonych. |
| SmackDown Merry Christmas                                                                         | 22 grudnia 2023(dts)      | 2.108  | Specjalny odcinek SmackDown z motywami świątecznymi. Nagrany po odcinku z 15 grudnia. |
| SmackDown: The Absolute Best of 2023                                                              | 29 grudnia 2023(dts)      | 1.355  | Odcinek z rocznym przeglądem. |
| SmackDown: New Year’s Revolution                                                                  | 5 stycznia 2024(dts)      | 2.465  | Specjalna noworoczna edycja tematyczna SmackDown. Zawalczyli ze sobą Randy Orton vs. LA Knight vs. AJ Styles, aby ustalić, kto zmierzy się z Romanem Reignsem o Undisputed WWE Universal Championship na Royal Rumble. |
| WrestleMania XL SmackDown                                                                         | 5 kwietnia 2024(dts)      | 2.600  | Specjalny odcinek przed WrestleManią XL. |
| 2024 WWE Draft Night 1                                                                            | 26 kwietnia 2024(dts)     | 2.140  | Pierwsza noc draftu w którym zawodnicy byli przenoszeni pomiędzy Raw i SmackDown. |
| Backlash 2024 SmackDown                                                                           | 3 maja 2024(dts)          | 2.148  | Specjalny odcinek SmackDown rozgrywający się dzień przed galą Backlash France w Décines-Charpieu we Francji. |
| King and Queen of the Ring SmackDown                                                              | 24 maja 2024(dts)         | 2.147  | Specjalny odcinek SmackDown rozgrywający się dzień przed galą Clash at the Castle: Scotland w Dżuddzie w Arabii Saudyjskiej. |
| Clash at the Castle SmackDown                                                                     | 14 czerwca 2024(dts)      | 1.959  | Specjalny odcinek SmackDown rozgrywający się dzień przed galą Clash at the Castle: Scotland w Glasgow w Szkocji. |
| Money in the Bank 2024 SmackDown                                                                  | 5 lipca 2024(dts)         | 2.256  | Specjalny odcinek SmackDown rozgrywający się dzień przed galą Money in the Bank 2024 w Toronto w prowincji Ontario w Kanadzie. |
| SmackDown 1300                                                                                    | 19 lipca 2024(dts)        | 2.313  | Jubileuszowy 1 300. odcinek SmackDownu. |
| SummerSlam SmackDown                                                                              | 2 sierpnia 2024(dts)      | 2.179  | Specjalny odcinek SmackDown rozgrywający się dzień przed galą SummerSlam 2024 w Cleveland w stanie Ohio. |
| Bash In Berlin SmackDown                                                                          | 30 sierpnia 2024(dts)     | 2.054  | Specjalny odcinek SmackDown rozgrywający się dzień przed galą Bash in Berlin w Berlinie w Niemczech. |
| SmackDown’s FOX finale                                                                            | 6 września 2024(dts)      | 1.770  | Ostatni odcinek SmackDown na FOX. |
| SmackDowns 25th Anniversary/SmackDown 2023–2024 season premiere/SmackDown’s return to USA Network | 13 września 2024(dts)     | 1.723  | Premiera sezonu 2024–25 SmackDown na USA Network, gdzie SmackDown wróciło po 5 latach. |
| New Year's Day SmackDown/SmackDown moves to 3 hours                                               | 3 stycznia 2025(dts)      | 1.528  | Specjalne noworoczne wydanie WWE SmackDown. Pierwszy trzygodzinny odcinek SmackDown w historii. |
| WrestleMania SmackDown: Vegas                                                                     | 18 kwietnia 2025(dts)     |        | Specjalny odcinek przed WrestleManią 41. Pierwsza godzina SmackDown była bez reklam. |